# Cansu Köksal
Cansu Köksal (Istanbul, 28 aprile 1994) è una cestista turca.

## Carriera
Con la Turchia ha disputato due edizioni dei Campionati mondiali (2014, 2018) e tre dei Campionati europei (2015, 2017, 2019).